# Fathur Rahamn
Fathur Rahamn – indonezyjski zapaśnik w stylu klasycznym i wolnym.
Srebrny medalista igrzysk Azji Południowo-Wschodniej, a także złoty i brązowy w mistrzostwach Azji Południowo-Wschodniej w 1997 roku.